# Georges Dezeuze
Georges Dezeuze, né le 28 décembre 1905 à Montpellier et mort le 26 novembre 2004 à Clapiers, est un peintre français. Il est le père de Daniel Dezeuze.

## Biographie
Issu d'une ancienne famille montpelliéraine dont le père, François Dezeuze (1871-1949) nommé « l'escoutaïre », est un félibre (poète ou prosateur écrivant en langue occitane) et chroniqueur célèbre. Georges Dezeuze naît le 28 décembre 1905 à Montpellier. Il étudie à l'école des beaux-arts de Montpellier et poursuit à l'école nationale supérieure des beaux-arts à Paris,.
Fondateur du « Groupe Frédéric Bazille » en 1937, puis membre du « Groupe Montpellier-Sète » en 1956, Dezeuze a marqué, notamment par ses talents de pédagogue, toute une génération d’artistes parmi lesquels Vincent Bioulès et Claude Viallat ou François Rouan.

## Œuvres
S’exprimant dans des formats horizontaux de tailles diverses (sur toile comme sur bois), le peintre représentait des objets simples, « recueillis au hasard d’une longue vie » selon Numa Hambursin, commissaire de l’exposition rétrospective à l'Espace Bagouet. Il s’agissait « rarement d’objets de valeur », l’artiste expliquant : « Je préfère toujours le verre soufflé d’un lampion à quelque cristal, honneur d’une vitrine précieuse ou prisonnier d’un placard jaloux ». Influencées par la peinture espagnole de Zurbarán notamment, les natures mortes de Georges Dezeuze étaient en fait des « natures pétillantes […] vives, gaies », selon son fils Daniel. Reflétant les diverses évolutions de la peinture, au fil du temps, ses œuvres se sont épurées, prenant un tour plus contemporain, avec des couleurs de plus en plus vives, des contrastes chromatiques accentués et une plus grande netteté du trait .
- Portrait d’Émile-Jean-Louis-Benjamin Tédenat (1851-1943), s.d., huile sur toile de coton, Université de Montpellier[8] ;
- Le Saint Loup vu de Castries, s.d., huile sur panneau, 26 × 34 cm[9].

## Publications
- Saint-Roch de Montpellier / adaptation radiophonique d'après François Dezeuze dit « L'Escoutaïre » (document dactylographié), Toulouse, Radiodiffusion française, 1963, 41 p., 27 cm (BNF 40895353).
- Écrit à bicyclette : poèmes  (préf. Gaston Baissette (1901-1977)), Clapiers, Mas dels Euses / impr. Déhan, 1972, 102 p., 19 cm (OCLC 688571965, BNF 35147136, SUDOC 005918855, présentation en ligne).
- (fr + oc) François Dezeuze (1871-1949) et Georges Dezeuze (choix et présentation), Le Philosophe du Maset, Montpellier, Syndicat d'initiative, 1976, 116 p., 24 cm (OCLC 461652374, BNF 34602781, SUDOC 060492937, présentation en ligne).
- Écrit le dimanche  (ill. de l'auteur) (Mœurs et coutumes), Montpellier, Presses du Languedoc, 1986, 269 p., 23 cm (ISBN 2-85998-032-6 et 9782859980320, OCLC 462004090, BNF 34958362, SUDOC 00128830X, présentation en ligne, lire en ligne).

### Préfacier
- Musée Paul-Valéry (préf. Ferdinand Alquié (1906-1985) et Georges Dezeuze), Rétrospective de Louis-Charles Eymar (1882-1944) du 16 juin au 30 septembre 1962 (Catalogue d'exposition), Sète, Musée municipal / impr. Sottano, 1962, 16 p., in-8° (BNF 33110996).

## Expositions rétrospectives
- [1998]   Georges Dezeuze : une rétrospective, du 30 juin au 20 septembre, au Musée Fabre de Montpellier[10], commissaires Michel Hilaire et Olivier Zeder ;
- [2015]  Natures mortes, Georges Dezeuze, en juin, à l’Espace Dominique Bagouet de Montpellier[11],[12].

## Hommages
- En avril 2011, la mairie de Clapiers, en partenariat avec le critique d'art : Numa Hambursin, inaugure le « chemin des peintres ». Ce dernier représente un parcours artistique permanent de douze œuvres de Georges Dezeuze et Max Leenhardt (1853-1941) ayant vécu sur la commune[13].